# سیارک ۶۲۲۷
سیارک ۶۲۲۷ (به انگلیسی: 6227 Alanrubin، نامگذاری:1981EQ42) شش هزار و دویست و بیست و هفتمین سیارک کشف شده‌است که در ۲ مارس ۱۹۸۱ کشف شد.
قدر مطلق سیارک برابر ۳۲.۳ است.